# Savage Glacier
Savage Glacier är en glaciär i Antarktis. Den ligger i Västantarktis. Inget land gör anspråk på området. Savage Glacier ligger 103 meter över havet.
Terrängen runt Savage Glacier är varierad. Savage Glacier ligger nere i en dal. Trakten är obefolkad. Det finns inga samhällen i närheten.